# Margerie-Gletscher
Der Margerie-Gletscher ist ein 34 km langer Gletscher im Glacier-Bay-Nationalpark in Alaska (USA) sowie in British Columbia (Kanada) rund 140 km nordwestlich von Hoonah.
Er entspringt an der Südflanke des Mount Root, in der Fairweather Range gelegen, in  der kanadischen Provinz British Columbia. Von dort strömt er mit einer Geschwindigkeit von knapp zwei Metern pro Jahr anfangs in südsüdöstlicher über die Grenze nach Alaska. Anschließend wendet er sich nach Osten und schließlich in nordnordöstlicher Richtung zum Tarr Inlet. Etwa einen Kilometer nordöstlich liegt die Mündung des Grand-Pacific-Gletschers.
Die Eisfront erhebt sich rund 75 m über das Wasser des Fjords, etwa 30 m liegen unter Wasser. Während der vergangenen Jahrzehnte ist der Gletscher um rund zehn Meter pro Jahr gewachsen. 1990 trafen die Mündungen von Margerie- und Grand-Pacific-Gletscher aufeinander, der Grand Pacific hat sich aber in den folgenden Jahren zurückgezogen und so wieder für zwei getrennte Eisfronten gesorgt.
Benannt wurde der Gletscher 1923 von Lawrence Martin vom United States Geological Survey nach Emmanuel de Margerie (1862–1953), einem französischen Geologen, der 1913 die Glacier Bay besucht hatte.